# Servius Cornelius Scipio Salvidienus Orfitus (Konsul 149)
Servius Cornelius Scipio Salvidienus Orfitus  stammte aus einer Patrizierfamilie und war ein römischer Politiker und Senator.
Er war ein Sohn des Servius Cornelius Scipio Salvidienus Orfitus, der im Jahr 110 das Konsulat bekleidete. Scipio wurde im Jahr 149 an der Seite von Quintus Pompeius Sosius Priscus ordentlicher Konsul.  163/164 war er Prokonsul der Provinz Africa. Apuleius hielt ihm zu Ehren eine Rede und verfasste ein (nicht erhaltenes) panegyrisches Gedicht über ihn.
Sein Sohn Servius Cornelius Scipio Salvidienus Orfitus wurde im Jahr 178 Konsul.